# Martin Svensson i Kompersmåla
Nils Johan Martin Svensson (i riksdagen kallad Svensson i Kompersmåla), född 1 september 1871 i Urshults församling, Kronobergs län, död 7 mars 1959 i Almundsryds församling, Kronobergs län, var en svensk politiker (högern).
Svensson var ägare till hemmanet Kompersmåla i Småland. Han var ledamot i landstinget från 1910. Han var ledamot av riksdagens andra kammare 1914–1920 och av första kammaren 1922-1942.
Riddare av Kungl. Vasaorden (RVO) 1922, Riddare av Kungl. Nordstjärneorden (RNO) 1931, Kommendör av Kungl. Vasaorden (KVO) 6 juni 1934.